# بوكتيوب

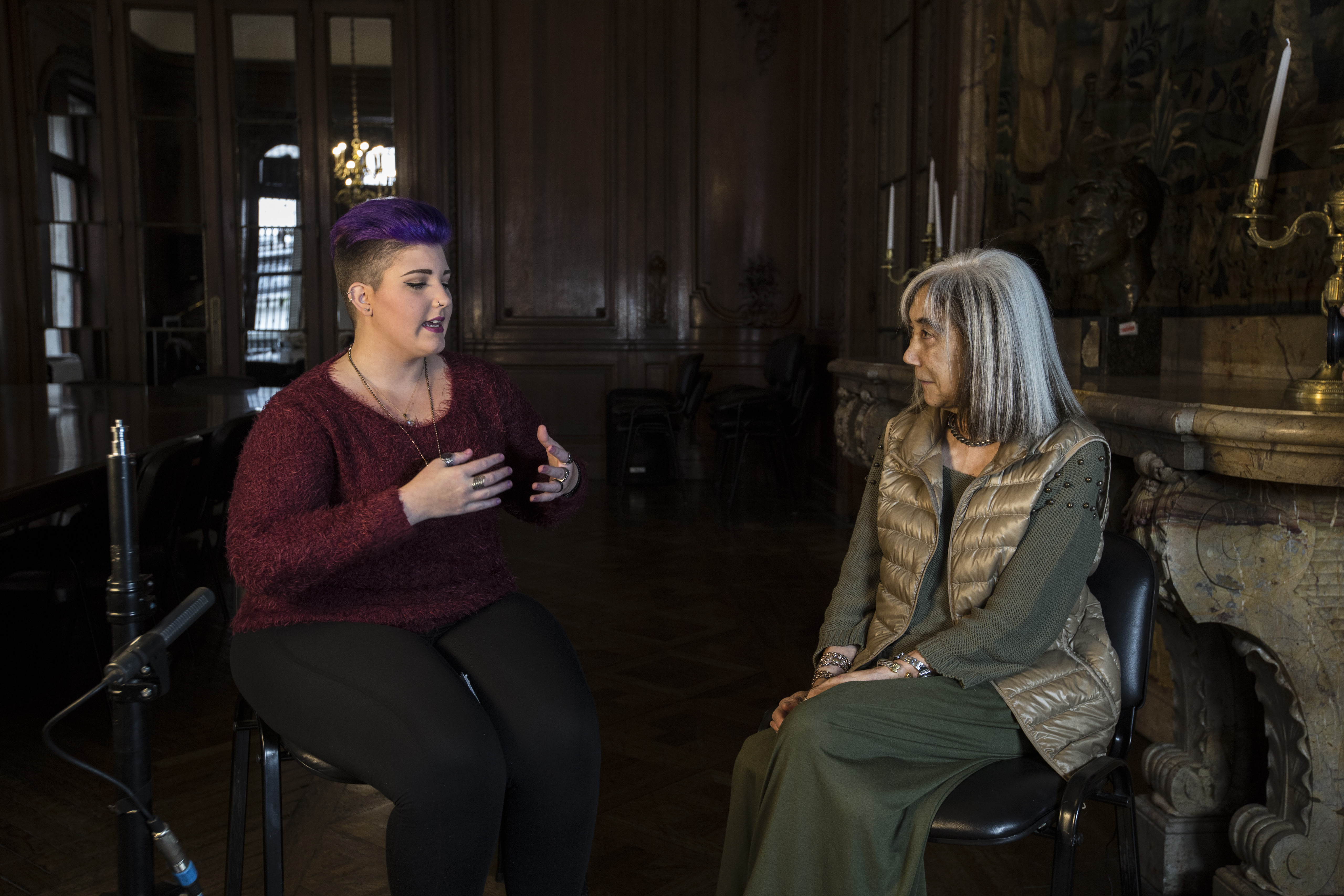
مناقشة عن كتاب بين قارئ وكاتبة

البوكتيوب (بالإنجليزية: BookTube)‏ هو مجتمع للقراء في موقع اليوتيوب العالمي. إنه عبارة عن المحتوى الرقمي المتخصص في الكتب. يُطلق على أصحاب هذه القنوات «البوكتيوبر» وهم صُناع المحتوى الذين يشاركون شغفهم بالقراءة وآخر قراءاتهم من خلال فيديوات معروضة بالتسلسل الزمني. مِما يعني أن البوكتيوب يدخل ضمن إطار التدوين الإلكتروني، وبالتحديد التدوين المرئي الذي يتم عبر الفيديوات.
يمكن ترجمة عبارة البوكتيوب باللغة العربية بعدة طرق: القنوات الأدبية، اليوتيوب الثقافي أو قنوات الكتب.
البوكتيوب ليس مُجرد منصَة فقط، لكنه في الوقت ذاته، مُجتمع إلكتروني للقراء والكُتاب المدونين، مثل غيره من المجتمعات الخاصة بمُنشئي المحتوى في مجالات أخرى مثل «التجميل، الكوميديا، الطبخ، ألعاب الفيديو، الموضة والتقنية». وهذا ما جعله أداة تسويقية لدور النشر والكتاب من أجل ترويج إصداراتهم والوصول إلى قاعدة قراء أكبر وأكثر تنوعًا بالاعتماد على تقنيات تسويقية جديدة تتم عبر الإنترنيت مثل: التسويق بالمحتوى بالتعاون مع المدونات والصفحات الاجتماعية. التسويق الشفهي الذي يركز على التسجيلات الصوتية والمرئية. التسويق التفاعلي الذي يتم عبر مواقع التواصل الاجتماعي، بحيث يعبر مستخدمي المواقع عن آرائهم ومراجعتهم لمنتوجات دور النشر مما يجعله تصل إلى جمهور جديد.

## نشأة وتطور البوكتيوب
نشأة البوكتيوب غير معروفة بشكل دقيق لأن من المحتمل أن تكون قنوات الكتب موجودة بعد أشهر فقط من انطلاق اليوتيوب عام 2005. لكن من المعروف أن البوكتيوب بدأ ينتشر بالتحديد انطلاقًا من عام 2009. هذا بفضل مجهودات قنوات البوكتيوب المتواصلة في دول عديدة مثل الولايات المتحدة الأمريكية، كندا، أستراليا وبريطانيا وأمريكا الجنوبية.
تركز قنوات البوكتيوب الإنجليزية على روايات الناشئين Young Adult بسبب شهرتها وانتشارها الضخم في وسائل الإعلام من خلال الأفلام السينمائية والمسلسلات التلفزية. لكن هناك قنوات تحرص على منح مساحة مهمة للروايات الكلاسيكية، الأدب العالمي، كتب الأطفال، كتب الفيزياء والتاريخ والتنمية الذاتية ومجالات مختلفة أخرى.
يعتبر البوكتيوب ظاهرة إعلامية في أمريكا وبريطانيا وفي البلدان الناطقة بالإسبانية. إذ كتبت عنه صحف ومجلات شهيرة مثل التايمز وجريدة لوموند الفرنسية. كما أصبحت الكثير من قنوات البوكتيوب تشارك باستمرار في مؤثر VidCon منذ عام 2014 الذي يعتبر أشهر مؤثمر عالمي لصُناع المحتوى الذي يكون فرصة للتعرف على جمهورهم في أرض الواقع. هذا بفضل حملات وأنشطة مختلفة قام بها أصحاب قنوات البوكتيوب مثل حملة "BookTube AT VidCon" التي ساهمت فيها قنوات كثيرة وطلبت دعم الجمهور ليصبح للبوكتيوب ندوة نقاشية في أكبر مؤثمر لصناع الفيديو في العالم.
في بلدان مثل أمريكا وفرنسا وألمانيا تقوم معارض الكتب الدولية والوطنية ومهراجانات القراءة بدعوة أصحاب المدونات الأدبية والثقافية وقنوات البوكتيوب باعتبارهم من بين الفاعلين الثقافيين والمؤثرين في مجال صناعة الكتاب.
في الفترة الحالية، فرض البوكتيوب نفسه في الواقع ويعتبر من بين الظواهر الثقافية الإيجابية في الإنترنيت نظرًا لفوائده ومميزاته المختلفة، من أبرزها المساهمة في رفع نسبة القراءة وخلق مجتمع تفاعلي للقراءة بالإضافة لمساعدة دور النشر في التسويق للكتب.

## البوكتيوب العربي
بدأت تظهر قنوات بوكتيوب باللغة العربية منذ عام 2013 لكن يعتبر عام 2017  أكثر عام انطلقت فيه عدد كبير من قنوات البوكتيوب، إذ تجاوز العدد 17 قناة بوكتيوب جديدة. من بينها "أصدقاء الكتب، كتب رانية" من المغرب، "دودة كتب، بتاع كتب من مصر.
لكن ما يزال جمهور مجتمع البوكتيوب العربي صغير. ذلك راجع لأزمة القراءة وعدم التعريف الإعلامي بالبوكتيوب وأيضًا عدم انفتاح دور النشر والكتاب بشكل كافي على منصات التدوين الإلكتروني.
تعتبر تونس هي أول بلد يملك أكثر قنوات للقراءة ومن بين أشهر قنوات البوكتيوب التونسية هي قناة "Amal BOOKS" التي ظهرت في قناة تلفزية تونسية وإذاعة موزاييك إف إم.
أول قناة بوكتيوب عربية ظهرت واستمرت لفترة طويلة هي قناة "محمد القارئ" التي أنشأها في يوليو 2013.
وهناك قناة بوكتيوب أيضا وهي قناة منشار الكتب  وهي قناة لمراجعة الكتب باسلوب الكرتون.

## أنواع الفيديوات البوكتيوبية
الفيديوات في البوكتيوب مختلفة. لكن توجد أنواع فيديوهات شائعة يتم اعتمادها بشكل مستمر من طرف الكثير من القنوات مما جعلها مثل تقاليد البوكتيوب وهذا منحها شهرة أكبر بالمقارنة مع فيديوات مبتكرة أو جديدة. من أبرز هذه الفيديوهات نذكر:
- مراجعة كتاب: فيديو لمراجعة وتقييم الكتب.
- مناقشات: فيديو لمناقشة مواضيع معينة مستوحاة من كتاب معين أو لمناقشة الكتاب نفسه.
- جولة في مكتبتي: فيديو لعرض رفوف القارئ. تعتبر من بين أكثر الفيديوهات شهرة في البوكتيوب.
- مُشترياتي من الكتب: فيديو لعرض المشتريات الكتبية ومصادر شراءها.
- تقرير القراءة/ آخر قراءاتي: فيديو لمشاركة آخر القراءات، قد تكون شهرية، حسب الفصول أو نصف سنوية.
- قائمة ستُقرأ/ TBR List: فيديو لعرض الكتب المخطط قراءتها في المستقبل القريب وتحديدًا في العام / الشهر الجديد.
- ترشيحات للقراءة: قائمة كتب يقوم البوكتيوبر بترشيحها لجمهور قناته. أحيانًا يتم تصنيفها حسب مجال القراءة أو نوعية القراء. مثلًا «ترشيحات روائية، ترشيحات كتب عن الفيزياء أو الخيال العلمي، ترشيحات للقراءة في كتب الأدب الياباني، ترشيحات كتب للأطفال».
- بوك تاڠ: مجموعة أسئلة مترابطة يجب الإجابة عنها وأحيانا تكون سؤال واحد.
- أسئلة وأجوبة: فيديو للإجابة عن أسئلة القراء.

## تعابير البوكتيوب الشائعة
البوكتيوب لديه بعض التقاليد والمصطلحات التي يتم استخدامها بشكل واسع من طرف القنوات. من أبرزها:
- ماراثون القراءة / Read-A-Thon: فترة محددة للقراءة المتواصلة غالبًا تكون بشكل جماعي بمشاركة قنوات كثيرة مثل المارثون الأشهر التي انطلق بمبادرة من البوكتيور الكندية Ariel Bissett[15]، يستمر لمدة أسبوع ويحتوى على تحديات يومية وتدعمه دور نشر عالمية. تعتبر بيان من السعودية أول مشاركة في هذا الماراثون العالمي. لكن يبقى «ماراثون 24 ساعة» هو الأكثر تواجدًا على طوال العام.

- حظر شراء الكتب / Book Buying Ban: هي فترة يقرر فيها البوكتيوبر عدم شراء الكتب لأسباب معينة، يكون أغلبها التحكم في هوس شراء وجمع الكتب. قد يفشل البوكتيوبر في احترام فترة الحظر مثلما حدث لزكرياء (قناة أصدقاء الكتب) الذي نشر فيديو يعلن فيه عن شراء 13 كتاب.[16]
- تحديات القراءة / Reading Challenge: مجموعة تحديات ذات صلة بالقراءة. أشهرها «تحدي القراءة السنوي»، الذي يستوجب قراءة عدد معين من الكتب في العام. هناك تحديات مختلفة بعضها له علاقة بقراءة اللغات الأجنبية أو قراءة كتب من مجالات أو كتاب محددين.
- أهداف القراءة / Reading Goals: مجموعة أهداف يتم وضعها بداية العام الجديد وجميع تلك الأهداف لها علاقة بالقراءة. هناك قنوات تضيف أهداف خاصة بالتدوين أو بالكتابة في حالة كان البوكتيوبر يعمل على تأليف كتاب.
- كتاب للمراجعة / ARC: كتاب مجاني ترسله دور النشر مقابل الحصول على مراجعة في قناة البوكتيوب أو المدونات. غالبًا يحدث ذلك مع الكتب الصادرة حديثًا أو في فترة «تحت الطبع» لأهداف تسويقية. في حالات معينة يتم إرسال الكتب للمراجعة قبل تحديد التاريخ الرسمي للنشر. تشترط دور النشر في العقد على المدون عدم كشف مواد أو معلومات سرية في الكتاب مثل النهاية وتفاصيل مهمة بهدف عدم حرق متعة القراءة. هذا النوع من الكتب قد يكون غير جاهز للنشر ولهذا قد يتم تدقيقه لغويا أو تعديل فقرات أو فصول كاملة.
- حرق الكتب / Book Spoilers: محتوى يقوم بحرق الكتاب من خلال كشف نهاية الرواية أو معلومات تفصيلية. لهذا يقوم البوكتيوبر بعمل تحذير في حالة كان الفيديو يضم محتوى يحرق الكتاب لمشاهدته بعد القراءة وليس قبلها.
- القراءة الجماعية / Read-along: فترة محددة يتم فيها قراءة كتاب أو سلسلة كتب بشكل جماعي بهدف عمل بث حي ومناقشة الكتاب مع قراء أو بوكتيوبرز من مختلف دول العالم. أحيانًا قد تستمر لفترة عام كامل مثلما فعلت قناة "emmmabooks[17]" مع سلسلة كتب الفانتازيا «الأدوات المميتة» لـ كاساندرا كلير.
- فيديوهات تعاونية/ Collabs: عبارة عن فيديوهات تشاركية تعمل عليها أكثر من قناة بهدف التعاون فيما بينها.
- حملات القراءة/ Reading Campaign: حملة تهدف للقراءة لكاتب معين والترويج لأدبه وأحيانا تكون حملة لدعم كاتب شاب أصدر روايته الأولى أو قد تكون حملة مرتبطة بالتوعية بالأمراض العقلية مثلا أو حقوق المهاجرين والأقليات الاجتماعية.
- صرخة الدعم/ Shout outs: فيديوهات لمشاركة قنوات صغيرة لهدف دعمها لتنتشر بشكل أكبر أو لترشيح قنوات مهمة تطرح نوعية محتوى مبتكر ومختلف. قامت ضحى (قناة ميم بابونج[18]) بعمل فيديو لدعم 5 قنوات بوكتيوب تتابعها.
- فترة ركود القراءة/ Reading slump: فترة سيئة لا يقرأ فيها البوكتيوبر نهائيا أو يتراجع معدل قراءاته بشكل كبير. تختلف الأسباب فقد تكون الشعور بالملل أو نتيجة اختيارات سيئة أو عدم القدرة على اختيار الكتاب.

## تأثير البوكتيوب
البوكتيوب له تأثير اجتماعي كبير، من جهة ساهم في الترويج للقراءة وهذا نتج عنه ارتفاع نسبة المقروئية في المجتمع الأمريكي والأوروبي وخاصة فئة المراهقين والشباب والأطفال. ومن جهة أخرى غير بشكل كبير مجال صناعة الكتاب حسب ما تؤكد عدة مقالات صحفية. كما شجع الكثير من الشباب على القراءة والكتابة أو إنشاء قنواتهم ومدوناتهم الخاصة. هذا ما دفع الكثير من النشر العالمية إلى عمل علاقات شراكة أو تعاون مع قنوات البوكتيوب، مثل شركة Penguin Random House التي تعتبر اتحاد لأعرق دور النشر في العالم: وهي راندوم هاوم الأمريكية وبينغوين البريطانية.
في العالم العربي، البوكتيوب ما يزال في مرحلة التأسيس والتعريف به. إذ بدأ يظهر لأول مرة في الإعلام الفرنكفوني مثل مجلة جون أفريك الباريسية التي عملت مقال عن البوكتيوب في تونس وأشارت لمختلف القنوات النشيطة ولقبت صاحبات تلك القنوات بالسفيرات الإلكترونيات للكتاب، أما في المغرب اعتبرت مجلة تيل كيل أن البوكتيوب ظاهرة في المغرب. باللغة العربية قامت جريدة العرب اللندنية بنشر بيان صحفي بقلم الشاعرة والصحفية الليبية خلود الفلاح بعنوان: "بعيدا عن التلفزيون: البوكتيوب العربي يتنفس بحرية" وبعدها بدأت مواقع إلكترونية الأخرى بالتكلم عنه في دول الخليج ومصر.
قام معرض القاهرة الدولي للكتاب في دورته التاسعة والأربعون بعمل ندوة بعنوان «البوكتيوب.. المؤثرون الجدد فيما يقرأ الشباب»  باستضافة أربع قنوات مصرية وبمشاركة الأمين العام لاتحاد الناشرين المصريين شريف بكر. تعتبر هذه المرة الأولى التي يقوم فيها معرض عربي للكتاب بالالتفاتة إلى البوكتيوب.